# ハンス・フランク
ハンス・ミヒャエル・フランク（Hans Michael Frank, 1900年5月23日 - 1946年10月16日）は、ドイツの法律家、政治家、軍人。国家社会主義ドイツ労働者党の法律部門の幹部であった。また第二次世界大戦中ポーランド総督を務めた。陸軍の最終階級は予備役少尉。
国家社会主義ドイツ労働者党(ナチ党)の弁護士として活動するうちに党幹部の一人となり、党司法全国指導者、バイエルン州法相、ポーランド総督などを歴任した。戦後、ポーランド総督としてポーランド人からの搾取とユダヤ人虐殺に関与したとされてニュルンベルク裁判の被告人となり、死刑判決を受けて処刑された。

## 生涯

### 前半生
ドイツ帝国領邦バーデン大公国の都市カールスルーエにカトリック教徒の中産階級家庭に生まれる。父はバイエルン・プファルツ地方出身の弁護士カール・フランク（Karl Frank）。母はその妻マグダレナ（Magdalena, 旧姓Buchmaier）。
父は弁護士だったが、怪しい仕事を数多く引き受けており、後に汚職のために法曹資格をはく奪されている。母は上バイエルンの農家の出身だった。兄と妹がおり、兄は第一次世界大戦で戦死した。なおフランクの両親は1910年に離婚している。フランクと兄は父に、妹は母親に引き取られた。
バイエルン王国首都ミュンヘンの小学校とマクシミリアン＝ギムナジウムで学んだ。1916年から1年ほどオーストリア＝ハンガリー帝国首都プラハの学校で学んだ。第一次世界大戦最後の年1918年にバイエルン王国軍に入隊したが、前線には出ておらず、ミュンヘンに駐在していた。大戦末期、クルト・アイスナーらによるバイエルン革命があり、バイエルン共和国が樹立された。さらに1919年にはエルンスト・トラーら共産主義者による革命が起こされ、バイエルン・レーテ共和国が樹立された。フランクはフランツ・フォン・エップ大佐率いるエップ義勇軍に参加して、レーテ共和国打倒に参加した。レーテ共和国にはソ連から多くのユダヤ人赤化工作員が送り込まれていたため、フランクは反ユダヤ主義思想に正当性を感じるようになったという。
1919年9月から10月頃、国家社会主義ドイツ労働者党（ナチ党）の前身であるドイツ労働者党党首アントン・ドレクスラーの知遇を得、彼からアドルフ・ヒトラーの演説会に出席することを薦められ、はじめてヒトラーの演説を聞いたという。しかしこの時のヒトラーは疲れ果てた感じで、フランクはあまりいい印象を受けなかったという。同年にドイツ労働者党に入党しているが、1920年春にドイツ労働者党が国民社会主義ドイツ労働者党（ナチ党）に再編された際には参加を見合わせた。
彼は戦後ミュンヘン大学に入学して法学を学んでいたが、のちにキール大学へ移った。1923年夏に一時キールからミュンヘンへ戻った頃にはナチ党はバイエルン州の一大勢力になっていた。フランクは1923年9月にも突撃隊に入隊し、10月にはナチ党に入党した。さらに同年11月のミュンヘン一揆にも参加したが、一揆は失敗し、ヒトラーは逮捕された。しかしフランクは逮捕されていない。フランクはこの後ミュンヘンの裁判所で行われたヒトラーの裁判で弁護を行った。
1924年にキール大学から法学博士号を得た。父親の法律事務所の手伝いをしていたが、1925年に父親が横領容疑で逮捕され、弁護士資格を失っている（1928年に復権）。フランク自身は1926年に法曹資格を取得し、ミュンヘンで弁護士として活動した。
1925年には貧しい工場労働者の娘でバイエルン州議会でタイピストをしていたブリギッテ・ハープスト（Brigitte Herbst）と結婚した。彼女は美人ではあったが、フランクより4歳年上で二人はまったく気が合わなかったという。フランクは彼女と出会ったことを「我が人生最大の過ち」と称している。彼女との間に息子3人、娘2人がいたが、この子供たちの存在だけが唯一の夫婦の接点であったという。そのようなわけでフランクはその時々で複数の愛人を持っていた。

### ナチ党の法律家
1926年6月16日に再建されたナチ党に再入党したが（党員番号14）、フランクの父がナチ党を嫌っていたため、同年8月10日には離党した。
しかしナチ党員の弁護活動をこなしていくうちに、1927年9月2日に再びナチ党に入党（党員番号40079）。ナチ党の専属弁護士となった。1929年に党法務部長に就任。1930年の国会議員選挙でナチ党から出馬して国会議員に当選。当時30歳で最年少国会議員の一人だった。
フランクの回顧録によると、フランクは1930年にアドルフ・ヒトラーの自宅に呼び出され、ヒトラーからヒトラーのユダヤ人疑惑の真偽を確かめるために彼の家系を内密に調査せよと命じられていたという。フランクの調査を簡単にまとめると次のとおりである。「ヒトラーの父方の祖母マリアが父親不明で息子アロイス（ヒトラーの父）を産んだことが疑惑の原因である。当時マリアはグラーツ在住のユダヤ人フランケンベルガー家にメイドとして雇われており、マリアとフランケンベルガー家の間には私生児ができてしまった場合には養育費を支払う旨の暗黙の約束をした書簡が発見された。そして現にフランケンベルガー家からマリアにアロイスが14歳になるまで養育費が支払われている。そのためマリアがフランケンベルガー家の当主かその息子のお手つきになって子供を孕ませ、それがアロイスだった可能性がある。この場合、ヒトラーには四分の一ユダヤ人の血が入っていることになる。一方、マリアの夫となるヨハン・ヒードラーの方を父と考えるとヒトラーにはまったくユダヤ人の血は入っていない事になる。どちらが真の父親か調べる事は不可能であるため、ユダヤ人の血が流れている可能性は否定できない。」一方ヒトラーはこれを聞いても平静で概ね予想通りの結果といった感じに受け止めていたという。彼は祖母マリアとフランケンベルガー家の間のやり取りを承知していたようで、すでに自ら結論を出していた。すなわち「マリアはフランケンベルガー家で働いていた頃から後に結婚するヨハン・ヒードーラーと密通しており、アロイスは普通にヨハンとの間にできた子供だった。しかしマリアはフランケンベルガー家から養育費をだまし取ろうとしてフランケンベルガー家に金を出せと詰め寄った。裁判に持ち込まれて醜聞を表ざたにされたくなかったフランケンベルガー家は養育費を支払った」ということである。この場合、ヒトラーは詐欺師の孫ということになるが、ヒトラーはユダヤ人の孫になるぐらいなら詐欺師の孫になることを選ぶようだった。今日の研究でもヒトラーの父がユダヤ人の血筋であるとする説はほぼ否定されている。

### ナチ党政権掌握後

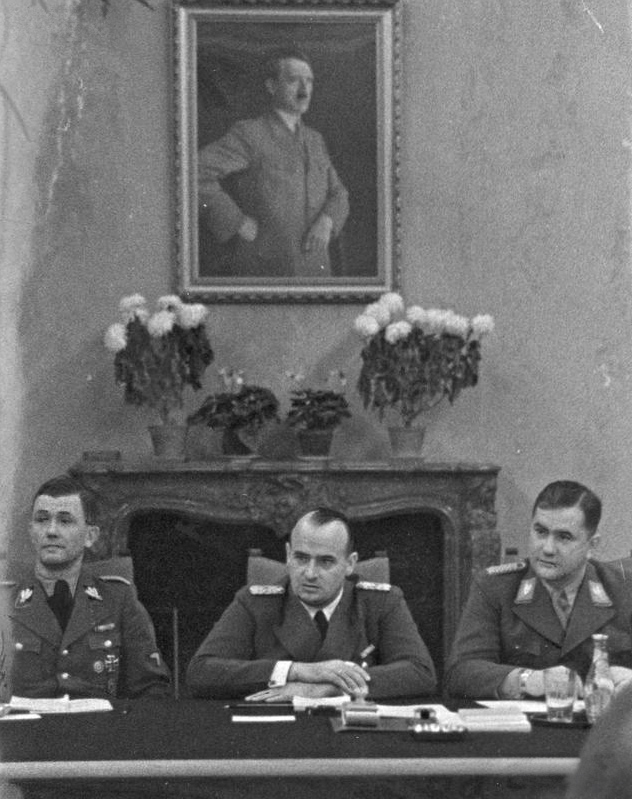
1939年のフランク。

ナチ党政権掌握後の1933年3月10日にバイエルン州法務省の州委員（Staatskommissar）に就任。ついで4月18日にバイエルン州法相に任じられた。法務担当国家弁務官、ドイツ法律アカデミー総裁なども兼務した。1934年にはヒトラー内閣の無任所相に任じられた。さらにナチ党の法律問題全国指導者にも列する。
1934年にバイエルン州でエルンスト・レーム以下突撃隊幹部が逮捕された際（長いナイフの夜）には、シュターデルハイム刑務所看守から「親衛隊がやって来て突撃隊幹部を次々と監獄に入れている」という連絡を受けて、刑務所に直行し、独房に入れられているエルンスト・レームに遭い、「いいかね。エルンスト。貴方は私の治める司法の及ぶ範囲にいるのだよ」と述べて彼に法的手続きを保障したという。そして親衛隊のヨーゼフ・ディートリヒが突撃隊幹部銃殺のために現れるとフランクは引き渡しを拒否した。ディートリヒはヒトラーに電話をかけ、受話器をフランクに渡した。ヒトラーは「ライヒにおける犯罪者の運命を決定するのは私であり、君ではない！」と怒鳴りつけてきた。これに対してフランクは「しかし彼らは1923年のビアホール一揆に参加し、私が法廷で弁護した党の戦士ではありませんか。私は法律家です。裁判も無しに百十人もの人間を射殺することを許すわけにはいきません」と反論した。これにはヒトラーもぐうの音もでず、一度そこで電話のやりとりは終わった。しかし間もなくルドルフ・ヘスから電話があって「総統閣下が譲歩された。百十人のうち19人だけ射殺すればいいそうだ」と伝えられた。フランクはその根拠を求めたが、ヘスは「ぐずぐずしていると総統の我慢も限界に達するぞ」と警告してきた。フランクはこれ以上法律家としての良心を守り通すことの代償の大きさ（地位、召使、高級車、高級住宅など）に気づき、これ以上の抵抗を断念し、19人を親衛隊に引き渡したという。このようなこともあってか、フランクはヒトラーの側近で固められた権力中枢グループに入っていなかった。彼はしだいに政治的影響力を低下させていった。
ポーランド侵攻によって第二次世界大戦が開戦するとフランクは予備役少尉としてドイツ陸軍に入隊している

### ポーランド総督

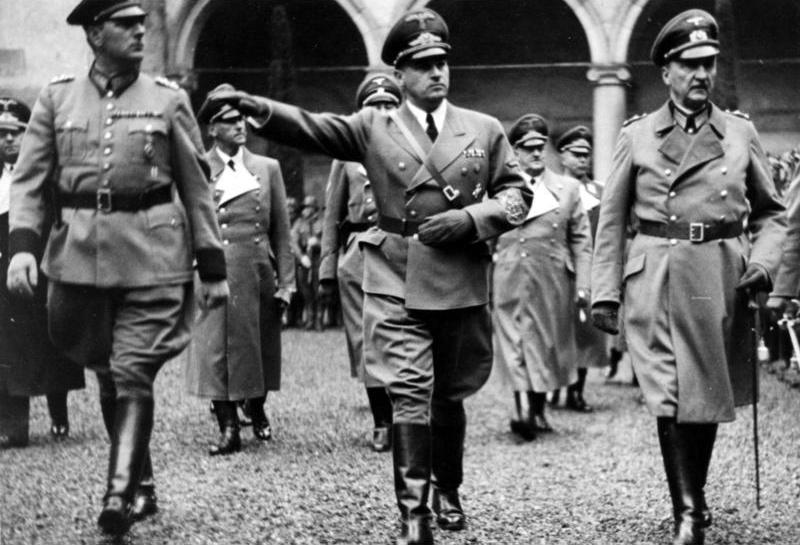
1939年、占領下ポーランド・クラクフ。クルト・ダリューゲ秩序警察長官（左）、ハンス・フランク総督（中央）、クルト・ルートヴィヒ・フォン・ギーナント中将（右）

ポーランドを占領した後、1939年10月10日にヒトラーはフランクをポーランド総督に任命した。
ポーランド戦後のポーランドは、東部をソビエト連邦が支配し、中央部から西部はドイツが支配した。ドイツの支配地域のうち、西部がドイツ本国の領土に併合され、中央部がポーランド総督府領とされた。総督府領はもともとのポーランド領土全体の四割ほどの面積だった。フランクはそのポーランド総督府領の統治を任されたわけであるが、一部の権限は親衛隊全国指導者ハインリヒ・ヒムラーと共有しなければならなかった。ポーランド人を支配するためには親衛隊の持つゲシュタポや強制収容所など弾圧的装置は必要不可欠だった。

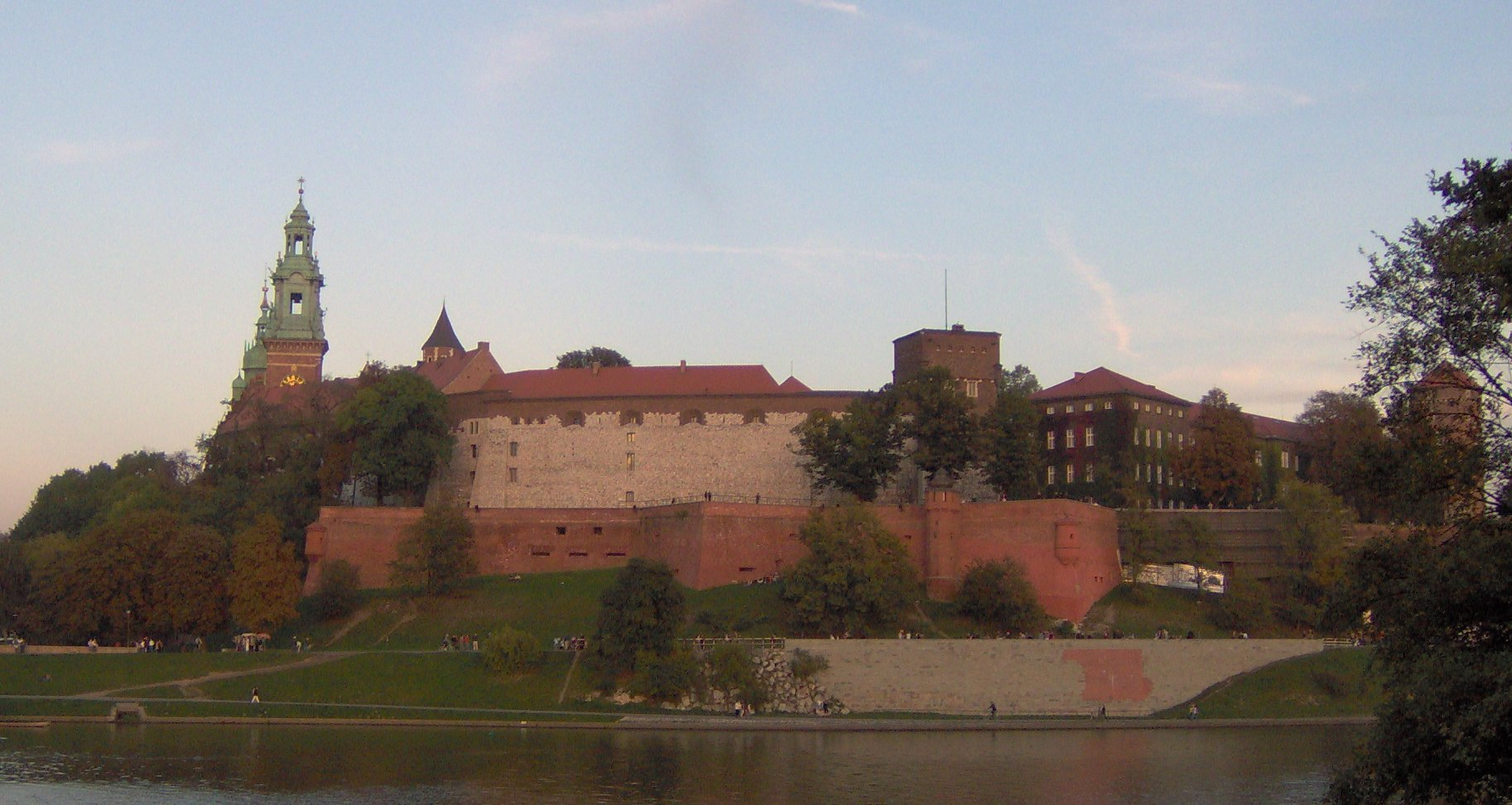
フランクが総督として滞在したクラクフのヴァヴェル城

フランクはクラクフのヴァヴェル城に入り、そこからポーランド総督府領の統治にあたった。しかしフランクはポーランドを「ヴァンダル（蛮地）」と呼んで軽蔑しきっていた。ポーランドは単なる奴隷労働力供給地であると考えており、そのような土地に知識人や美術品など不要であると考えていた。ポーランド人知識人は親衛隊により抹殺され、ポーランドの貴重な美術品はフランクの城に接収され私物化された。このため同じく美術品狩りを行ったヘルマン・ゲーリングと競合関係にあった。またフランクは芸術・文化の愛好家で、ピアノ演奏やオペラ鑑賞を好み、ニーチェの哲学に通じ、リヒャルト・シュトラウス、ゲアハルト・ハウプトマン、エリーザベト・シュヴァルツコップ、ヴィニフレート・ヴァーグナー、ハンス・プフィッツナーなどの芸術家を後援した。
総督府領内のユダヤ人をゲットーへ隔離し、さらに親衛隊によるゲットー・ユダヤ人の絶滅収容所への移送を容認していた。1941年12月16日、フランクは次のように演説している。「ユダヤ人は消え去らねばならない。奴らは無用の存在である。（略）奴らの姿を見たら必ず撲滅しなければならない。そうしてこそはじめてライヒ全体を安泰に保てるのだ。（略）350万人のユダヤ人を銃殺で始末することは無理であるし、毒殺もできない。しかし、ライヒにおいて目下検討中の大々的方法と組み合わせれば、奴らを抹殺してしまえる手段を講じることができる」
フランク自身は酒池肉林の宴会を毎夜のように繰り返した。彼の統治はほとんど専制君主同然であり、党の会計士フランツ・クサーヴァー・シュヴァルツは彼のことを「フランク国王」と呼んだ。宣伝大臣ヨーゼフ・ゲッベルスも「フランクは統治（regieren）しているのではない、君臨（herrschen）している」と揶揄した。
フランクは自分がヒトラーだけに責任を負う事、ポーランドは自分の私的な領地である事、何者も自分から命令を受けない限りこの領地ではなにも許されない事を強調した。しかし親衛隊についてはフランクに権限がなかった。ポーランド総督府親衛隊及び警察高級指導者フリードリヒ・ヴィルヘルム・クリューガー親衛隊大将を総督府の保安担当次官に任命するなどして何とか親衛隊組織を自らの下に置こうとしたが、すぐにヒムラーと対立を深めた。

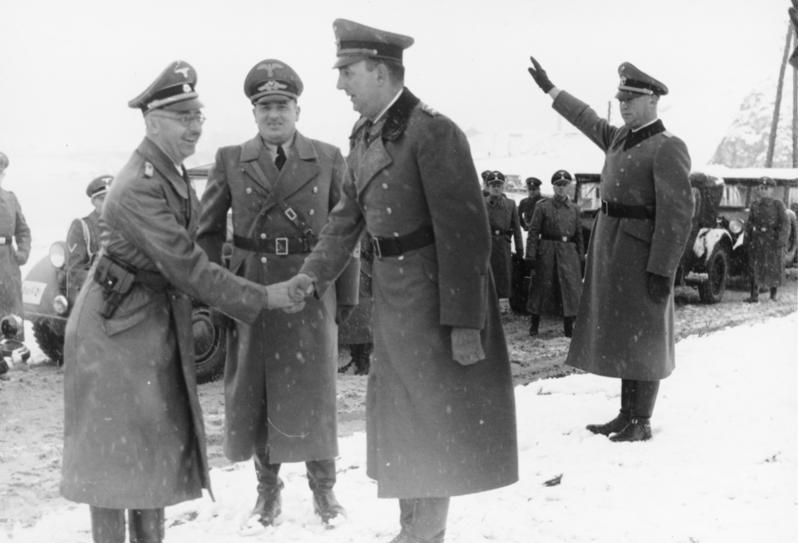
ヒムラー（握手左）、フランク（間の人物）、ダリューゲ（握手右）

ヒムラーはフランクとフランクの妻の汚職容疑を掴んでそれをネタに脅迫してくるようになった。もともと権力闘争向きではないフランクの神経は衰弱の一歩手前までいった。ポーランド内の行く先々で敵意を向けられることに疲れた妻ブリギッテはバイエルン州に帰り、そこへポーランドからの略奪品を送らせるようになった。フランク自身もポーランド総督職を辞職したがるようになり、国防軍最高司令部総長ヴィルヘルム・カイテル元帥に自分を兵役に戻してほしいと懇願している。カイテルはヒトラーにこれを取り次いでいるが、ヒトラーから「論外だ」の一言で却下されている。
1942年6月にドイツ本国へ戻った際、フランクはドイツ法律学会で「ドイツは法治主義を取り戻さねばなりません。いやしくも文明国ならば、親衛隊とゲシュタポが行うような根拠のない逮捕と適正な手続きを経ない投獄を許してはならないのです」と発言した。この演説に驚愕したヒトラーはただちにフランクを招集し、フランクにポーランド以外で演説する事を禁止したほか、ポーランドでの演説も党の方針に沿うようにと命じられた。また、ナチ党法務部長、法律学会会長、法務担当国家弁務官などの役職を解任されたものの、ポーランド総督には留任した。
この後、ハンス・フランクはまったく抵抗の意思を見せずにポーランド総督の職務を淡々とこなした。徴収したポーランド人労働者は労働力配置総監フリッツ・ザウケルのもとへ、ユダヤ人はヒムラーのもとへそれぞれ送りだした。ほとんどのユダヤ人がアウシュヴィッツ強制収容所へ送られることになるのを彼は知っていた。
1943年2月、フランクはポーランドの統治方法を変更する。フランクはポーランド人への食糧の配給量増量、学校教育の再建、ポーランド人の財産権の復権、ポーランド人の雇用の緩和などを実施させた。これは、良心の呵責によるものではなく、ゲッベルスの指示によるもので、また、フランクが戦争に勝利するために必要な措置であると考えていたためである。フランクは日記に、戦争が勝利に終わればウクライナ人とポーランド人を挽肉にすることができるが、そのためには敵意を和らげ、民衆の規律維持と勤勉に働かせることが必要であると書いていた。フランクは、全面的に統治方法を緩和するわけではなく、抵抗運動が激しいワルシャワではこれまで通り弾圧し、一方で抵抗運動が見られないガリツィア地方では緩和的な施策を行なった。
他のナチ党幹部の例にもれず、戦況の悪化とともに趣味の世界へ引きこもるようになった。彼はピアノを弾いたり、『コロンブスに仕えた給仕』という題の小説を書いたりして現実から逃避していた。

### 逮捕と米兵のリンチ
1945年1月、ソ連軍がポーランドに迫ってくると彼はレンブラント、ダ・ヴィンチ、ルーベンスなどの美術品を持って専用列車で脱出する。1945年5月4日、バイエルンでアメリカ軍によって逮捕された。アメリカ兵に殴られ、蹴られ、唾を吐きかけられるといった暴行を受けた。ミースバッハ収容所へ向かうトラックへ放り込まれ、米兵たちは暴行の傷跡を隠すために彼の上に幌をかぶせた。5月6日にフランクはこの幌を隠れ蓑にナイフで左腕の動脈を切って自殺を図ったが、発見されて失敗した。
ミーズバッハの刑務所に到着すると、アメリカ軍第7軍第36歩兵部隊に所属する兵士達にリンチにあった（刑務所の入り口に入ろうとする彼を2列に並んだアメリカ兵が暴行を加え、倒れると無理やり立たせて先に進ませ、また暴行する）。このアメリカ兵たちはダッハウ強制収容所を通過してきた兵士たちでフランクが「クラコウのユダヤ人虐殺者」と呼ばれているのを聞き、義憤に駆られて行った暴行だった。ミースバッハ収容所到着後にもう一度自殺を図ろうとしているが、再び発見されて失敗した。
その後、ニュルンベルク裁判にかけるため、ニュルンベルク刑務所へと移送された。

### ニュルンベルク裁判

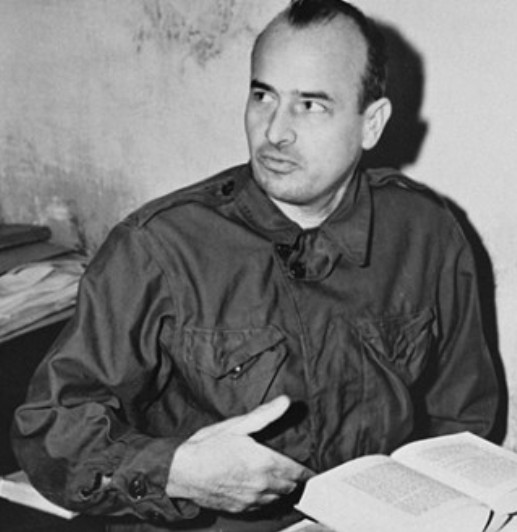
獄中のフランク（1945年11月24日）

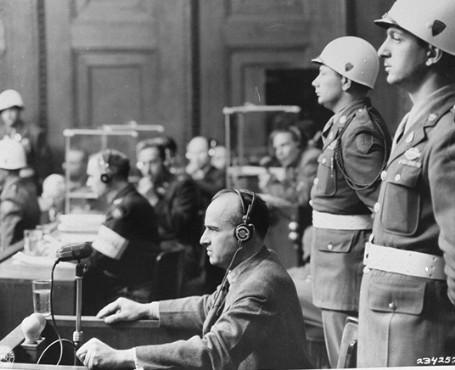
証言台に座るフランク（1946年4月19日）

ニュルンベルク裁判においてフランクは第一訴因「侵略戦争の共同謀議」と第三訴因「戦争犯罪」、第四訴因「人道に対する罪」で起訴された。
裁判中、彼はナチズムの犯罪を認める立場を取った。刑務所付心理分析官グスタフ・ギルバートから起訴状の感想を求められたフランクは「私はこの裁判をアドルフ・ヒトラー支配下の苦難に満ちた、恐ろしい時代を審判し、終止符を打つよう運命づけられた『神の意思による法廷』と考える」と書いている。また判事団の補佐をしていたイギリス軍エアリー・ニーヴ少佐には「まるで私という人間が二人いるようです。今ここにいるフランクとナチ指導者だったフランク。かつてのフランクはなぜあんなことができたのだろうと、今の私は不思議に思っています。ここいるフランクがもう一人の彼を見てこういうのです。『ハンス、お前は人間のクズだ』ってね」と述べている。
フランクはナチズムのもとで出世するためにカトリック信仰を捨てて無宗教者になっていたが、ニュルンベルク刑務所収監中にカトリック信仰に戻り、深く依存するようになった。「神から真実を隠すことはできない」という心境のもとに自分に不利な証拠（ポーランド総督当時の執務日記）を法廷に提供した（フランクによればこのことでゲーリングに「何故燃やさなかった」と怒鳴られたという）。
法廷の証言台に立ったフランクは最初に「自分の恐るべき罪」を認めた。
弁護士ザイドル博士の「ユダヤ人虐殺に参加したか」との質問に対して「私は『はい』と答えます。私が『はい』と答える理由は、5か月の裁判中にアウシュヴィッツ所長ヘスが300万人のユダヤ人殺害を公然と認めたのを耳にして、一切の犯罪の責任をこのような小人物だけに背負わせるのは良心が許さないからです。私自身はユダヤ人虐殺のための収容所を設置したこともなければ、設置を命じたこともありません。しかしもしヒトラーがあの戦慄すべき数々の責任を配下の者に転嫁したなら、私もまた当然罪を負うべきでしょう。我々はユダヤ民族と戦ってきました。多年の間ひたすらに戦ってきました。我々はしばしばあまりにも恐ろしい発言をあえて口にしてきました。だから私が『はい』と答えたのは唯一の義務なのです」と答えた。
「ヒトラーとの関係はどうであったか」という質問に対しては「私はドイツの政策にはまるで発言権を持っていませんでした。私は生涯を通じて個人的に6回ヒトラーに会見しただけです。私は政治上の重要問題について相談を受けたことは全くありません。」と答えた。また占領下ポーランドの扱いに抗議して14回辞職を申し出たことを証言し、「私が一兵卒として前線へ出ることを14度希望したのは故なきことではありません。ヒトラーは法律家が嫌いだったのです。あの真に偉大な人物にとって、これは大きな欠点でした。彼は法律専門家を徹頭徹尾毛嫌いしていたのです。」と述べた。
強制収容所については「それは警察の仕事であり、警察を支配していたのはヒムラーでした。私はルブリン、マイダネク、アウシュヴィッツ収容所への視察を何度も思い立ちましたが、ついにしませんでした。一度私は不意にアウシュヴィッツを訪れましたが、疫病が流行していることを理由に収容所の中に入れませんでした。私はヒトラーと会見した時に『総統、あれは一体どういうことですか』と尋ねましたが、ヒトラーは『いやなに処刑をする必要が生じたのだ。暴動が勃発したのだよ』と述べていました。」と述べた。ポーランドからの美術品略奪については「世界的に有名な作品を焼くのは惜しいからです。略奪したという表現はあたらないと思います。モナ・リザは盗むことができるものではありません」と述べた。
親衛隊・警察が自分の指揮下になく、ヒムラーの指揮下にあったことは特に強調し、「自分は絶えず孤立している無力者」で「行ったことに影響力はなかった」、「親衛隊を欺き、抑えようとしていた」といった抗弁を多用した。数千人の人々が自分のおかげで命を救われたとも証言した。
1946年10月1日に被告全員に判決が下った。まず他の被告人達と一緒に判決文が読み上げられた。フランクの判決文は第一訴因「侵略戦争の共同謀議」について「有罪とするだけに十分に彼が陰謀の共同謀議について知っていたという証拠がない」として無罪とした。しかし「ポーランドへの犯罪的行為は警察が主体であったが、フランクが自発的かつ十分自覚できる協力者であったことは明白」「フランクが総督になった時、ポーランドには250万人のユダヤ人がいたが、彼が去った時、その数は10万人にまで減っていた」として、彼を第三訴因「戦争犯罪」と第四訴因「人道に対する罪」で有罪とした。
その後、個別に言い渡される量刑の判決に移り、フランクは夢遊病患者のようにフラフラしながら法廷に入って来て被告席にどさりと腰かけた。彼の受けた判決は絞首刑だった。絞首刑判決を聞いたフランクは神に祈るような仕草をしている。

### 処刑
フランクは死刑判決に不満を抱いてはいなかった。助命嘆願書も提出することを望まなかった。
10月16日に他の死刑囚たちとともに絞首刑が執行された。46歳没。最期の言葉は「拘留中、私に与えられました好意ある全ての取り扱いに感謝いたします。神よ。願わくば、私を慈悲深く迎えて下さらんことを!」だった。回想録である『死に直面して』（未邦訳）を遺している。
自殺したゲーリングを含めて、フランクら死刑囚11人の遺体は、アメリカ軍のカメラマンによって撮影された。撮影後、木箱に入れられ、アメリカ軍の軍用トラックでミュンヘンへ運ばれ、そこで火葬された。遺灰はイーザル川の支流コンヴェンツ川に流された。
1987年に息子ニクラスは長年の調査や回想に基づいて父親の生涯を綴った評伝『Der Vater （父）』を出版したが、父親がポーランドで行った犯罪行為を赤裸々に描いて話題となった。ニクラスの兄妹の多くは父の罪を認めようとはしなかった。1人の兄はニクラスには虚言癖があり、記述内容は根拠がないと出版社に訴え、2人の姉のうち1人は父より長生きすることを望まず、父が処刑された同じ年齢の時に自殺した。もう1人の姉はアパルトヘイトを支持して夫とともに南アフリカへ移住し、生前最後の会話でもホロコースト否認論を主張していた。もう1人の兄は「それでも私は父を愛しているんだ」としながらもニクラスを称賛し、唯一協力的だったという。

## 人物

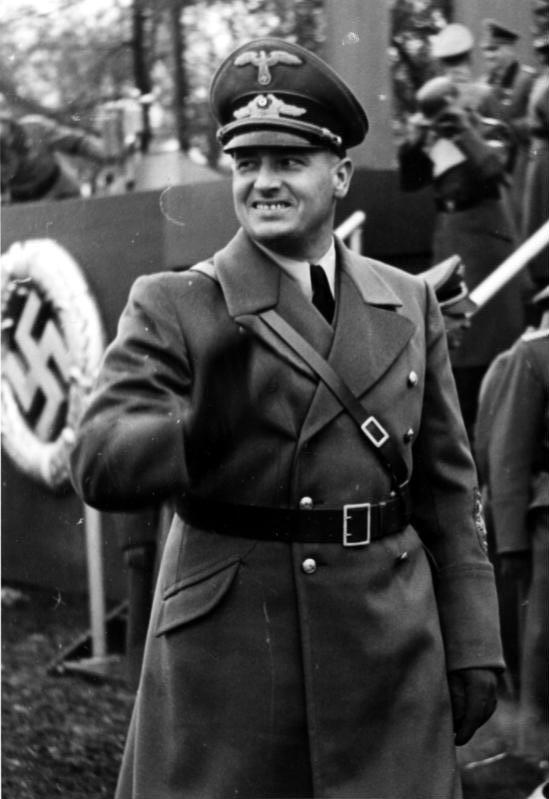
1939年のフランク（ポーランド）

- 米軍の拘留記録によると身長は176センチである[62]。父はプロテスタントで母はカトリックだったが、フランク自身はカトリックだった[62]。
- ニュルンベルク刑務所付心理分析官グスタフ・ギルバート大尉が、開廷前に被告人全員に対して行ったウェクスラー・ベルビュー成人知能検査によると、フランクの知能指数は130であった[63][64]。
- ギルバートからヒトラーのことを今どう思っているか聞かれると「我々のうち一人でもヒトラーを射殺する勇気を持っていれば、あのような惨状が世界にもたらされることはなかったはずです。睨まれたら抗いがたいヒトラーの眼差しは、今思うと精神病質者の目に他ならなかったように思います。あの男は野蛮で自己本位だったし、通常の人間的基準を軽蔑していました。だからこそ彼は法律、外交、宗教に関するあらゆる制度を毛嫌いし、彼自身の身勝手な衝動を抑え込もうとする社会的な価値を憎んだのです」と述べた[65]。
- 裁判中にレオン・ゴールデンソーンから受けたインタビューの中ではヒトラーについて次のように語った。「初期の党を研究すれば、ヒトラーが時間の経過とともに党の目標を歪めていった過程が明らかになるだろう。ゲーリングもヒトラーは党の綱領を遂行しなかったと証言している。たとえば党の綱領ではユダヤ人の物理的な殲滅は求められておらず、単にユダヤ人の影響力を取り除くとされているだけだ。ユダヤ人の物理的な殲滅という犯罪的行為は、ヒトラーが戦時中に勝手に起こしたことだ。ヒトラーの遺書を読んでみるといい。それがいかに党の綱領から道を踏み外しているか分かるだろう。この逸脱を影で支えていたのはボルマン、ゲッベルス、ヒムラーではないだろうか。」[14]。
- ギルバートから「なぜナチスに加わったのか？」と聞かれた時には「私にも分からないんです。私の本性に何か邪悪なものがあるに違いありません。それは全ての人間の心の中にあるんです。集団催眠でしょうかね。ヒトラーは人間の心の中に在る邪悪な物を育てたのです。法廷で映画を見た時、私は一瞬また涙を流してしまいました。妙なものです。私は罪悪感と羞恥心に苛まされて法廷に座っているのですよ。それなのにヒトラーがスクリーンに現れると彼にむかって片手を伸ばしたくなる。」「ヒトラーは人を魅了する微笑と、あふれんばかりの理想的構想によって我々の忠誠心を勝ち取ったのです。アドルフ・ヒトラーがドイツ国民を虐げたとは言えません。彼は我々を魅了したのです」と述べた[66]。
- フランクは、ゲーリングと違い、ニュルンベルク裁判を「神の法廷」と称えて基本的にヒトラーの罪を認める態度を取っていたが、連合国に疑問を感じることもあった。たとえばゲーリングが「いいかね。連合国の奴らはゲシュタポのように凶悪な連中なのだ。民主的なフリに騙されちゃいかん。いったい女子供が戦争犯罪と何の関係があるんだね（被告人たちの家族は連合国により逮捕されていた）」と言ったときには思わず賛意を示した[67]。また別の時には「連合国はアウシュヴィッツで一日2000人のユダヤ人が殺害されたと主張していますね。数時間のハンブルク空襲で3万人を焼き殺したことはどうなんですか。原爆で8万人の日本人を焼き殺したことはどうなんですか。あれは正義なんですか？」と疑問を呈したこともあった[68]。
- 好きな作曲家はブラームス、バッハ、マックス・レーガーであるという。ワーグナーは好きではないと言い、ヒトラーのワーグナー好きについては「総統は音楽のセンスがなく、ワーグナーが好きだったのは、あの仰々しいゲルマン風の荘厳さのせいだ」と語った[69]。
- オズヴァルト・シュペングラーと友人であったと語り、彼との関係について次のように述べた。「私はオズヴァルト・シュペングラーと親しくしており、空襲の時、彼の姪と一緒に彼の蔵書を救った。シュペングラーの姪はミュンヘン大学の図書館の責任者だった。シュペングラーはドイツ最後の偉人だ。1933年、彼はヒトラー支配下のライヒは崩壊すると予言した。私はそれを信じたくなかった。今この独房にいてたびたび思い出すのは1936年に彼が死ぬ直前に私にくれた手紙だ。その中で彼は10年以内にドイツ国は消滅するだろうと言った。シュペングラーが言うにはヒトラーが『ユダヤ人を追い出せ』と叫ぶ時、自分が政治家ではないことを証明しているのだそうだ。ヒトラーが政治家ならドイツは単にドイツ人とユダヤ人から成っているのではなく、ドイツにとって有益な人物は誰であれ、ドイツに留めておくべきだというはずだ、とシュペングラーは感じていた。そしてヴィクトリア女王のもとでインド問題に対処したユダヤ人首相ビーコンズフィールド卿や大英帝国植民地南アフリカを統治したユダヤ人セシル・ローズなどをあげて、彼らの偉業を私に教えてくれた。ヒトラーはドイツの敵を利しているとシュペングラーは批判していた。」[70]。
- シュトライヒャーを嫌っており、「『シュテュルマー』を読むぐらいなら死んだ方がまし」と述べていた[71]。

## 栄典
以下の出典

### ドイツ陸軍階級
- 1939年8月24日、予備役少尉（Leutnant.d.R）

### ナチ党階級
- 1931年12月18日、突撃隊中将（SA-Gruppenführer）
- 1937年11月9日、突撃隊大将（SA-Obergruppenführer）

### 勲章
- 1929年、1929年ニュルンベルク党バッジ（Nürnberger Parteitagsabzeichen 1929）
- 1933年11月17日、黄金ナチ党員バッジ（Goldenes Parteiabzeichen der NSDAP）
- 1934年、1923年11月9日名誉章（血の勲章）（Ehrenzeichen vom 9. November 1923）
- 1934年、突撃隊名誉短剣（Ehrendolch der SA）
- 1936年9月26日、聖マウリッツィオ・ラザロ勲章大十字章（イタリア勲章）（Gran Croce dell' Ordine dei Santi Maurizio e Lazzaro）
- 1940年5月19日、第1級ダンツィヒ十字章（Kreuz von Danzig I Klass）
- 1940年9月1日、ドイツ外国研究所黄金板（Goldene Plakette des Deutschen Auslands-Instituts）
- 1940年、剣無し2級戦功十字章（Kriegsverdienstkreuz II Klass ohne Schwerter）
- 1940年9月4日、剣無し1級戦功十字章（Kriegsverdienstkreuz I Klass ohne Schwerter）
- 1940年代、ナチ党勤続章（ドイツ語版）銅章（Dienstauszeichnung der NSDAP in Bronze）
- 1940年代、ナチ党勤続章銀章（Dienstauszeichnung der NSDAP in Silver）
- 1940年代、ナチ党勤続章金章（Dienstauszeichnung der NSDAP in Gold）

## 著述
- ハンス・フランク編『ナチスの法制及び立法綱要 - 刑法及び刑事訴訟法の部』、篠塚春世抄訳。司法省調査課。1936年。- ウィキソース

## 関連作品
- ジェラルド・L・ポスナー　『ヒトラーの子供たち』　ほるぷ出版。
  - ナチ幹部の子供たちのインタビューであり、その中にハンス・フランクの子供たちも含まれている。
- Niklas Frank: Der Vater – Eine Abrechnung, mit einem Vorwort von Ralph Giordano. Bertelsmann Verlag, München 1987, ISBN 3-570-02352-4